# Mali (Film)
Mali ist ein deutscher Fernsehfilm aus dem Jahr 1997. Der vom Bayerischen Rundfunk produzierte Zweiteiler erzählt das Leben von Amalie Hohenester nach.

## Handlung

### Teil 1: Die Kräuterheilerin
19. Jahrhundert: Die hübsche, aber verruchte Amalie „Mali“ Nonnenmacher wird wegen kleinerer Delikte von Hessen nach Bayern ausgewiesen. Auf ihrer Reise lernt sie den vermögenden Hoferben und Pferdehändler Benedikt Hohenester kennen; da ihr aber ihr gesamtes Geld gestohlen wird, steckt die Obrigkeit sie als Putzfrau in ein Klosterhospital. Dort versucht die kräuterkundige Mali eine erkrankte Jugendfreundin zu heilen, die aber stirbt. Zuvor vertraut diese Mali all ihr Geld an, welches sie im Todesfall behalten soll. So zu etwas Geld gekommen, reist sie nach München weiter, trifft dort erneut auf den Bene und heiratet ihn.

### Teil 2: Der Doktorbäuerin Glück und Ende
Als sich ihre Heilkunst (Urinschau) herumspricht und immer mehr Kranke Hilfe bei ihr suchen, wird die Polizei auf sie aufmerksam und verhaftet sie wegen „ärztlicher Pfuscherei aus Gewinnsucht“. Mali wendet einen Trick an und eröffnet zusammen mit einem Badearzt eine Heilanstalt in Mariabrunn. Dort lässt die gehobene Gesellschaft ihre Zipperlein von der „Wunderheilerin“ kurieren und Amalie kennt bald keine Grenzen mehr.

## Kritik
„Zweiteilige, opulent ausgestattete Fernsehbiografie nach authentischen Begebenheiten.“

## Weitere Darsteller
Als weitere Darsteller sind unter anderem Franziska Stömmer, Johanna Bittenbinder, Christiane Blumhoff, Gerald A. Held, Alexander Duda, Josef Thalmaier, Sepp Schauer und Hans Schuler zu sehen.